# Дамиловский, Николай Александрович
Никола́й Алекса́ндрович Дамило́вский (31 декабря 1880, Черниговщина — 21 марта 1942, Киев) — украинский, советский гражданский инженер, впоследствии архитектор, профессор, заведующий кафедрой архитектурных конструкций Киевского художественного института.

## Биография

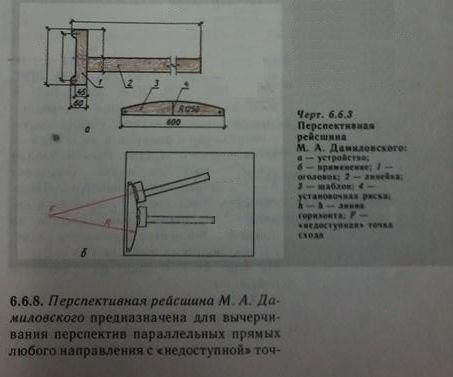
Рейсшина Дамиловского.

Родился 31 декабря 1880 года на Черниговщине. Учился в Петербургском институте гражданских инженеров, который окончил в 1909 году гражданским инженером. Работал в Киеве в начале XX века, с 1911 года преподавал в Киевском политехническом институте.
В послереволюционный период работал в области коммунального строительства, преподавал в Киевском художественном институте курс «Части зданий».
Среди его учеников были такие выдающиеся архитекторы как И. Каракис и другие. Немало внимания уделял вопросам строительных материалов.
С сентября 1929 по март 1930 года находился под арестом по делу «Союза освобождения Украины».
В 1930-е годы Николай Александрович — заведующий кафедрой архитектурных конструкций Киевского художественного института. В то же время архитектор занимается строительством новых зданий в Киеве.
Весной 1934 года Дамиловский возглавлял комиссию, созданную для рассмотрения возможности перестройки сооружений разрушенного Межигорского монастыря с последующим использованием его для жилья членов правительства Украинской ССР. При обследовании фундамента одного из зданий (предназначенного для Постышева — первого секретаря Киевского обкома партии), комиссия обнаружила подвальное помещение, заполненное книгами. Увидев несколько из извлечённых фолиантов, Дамиловский, осознав ценность находки, выразил мнение, что о находке нужно сообщить в Академию наук. Однако представитель строительной организации категорически возразил.
Нашёл оригинальный способ построения архитектурных перспектив с помощью приспособления, которое получило название «линейки Дамиловского» или «перспективной рейсшины Дамиловского».

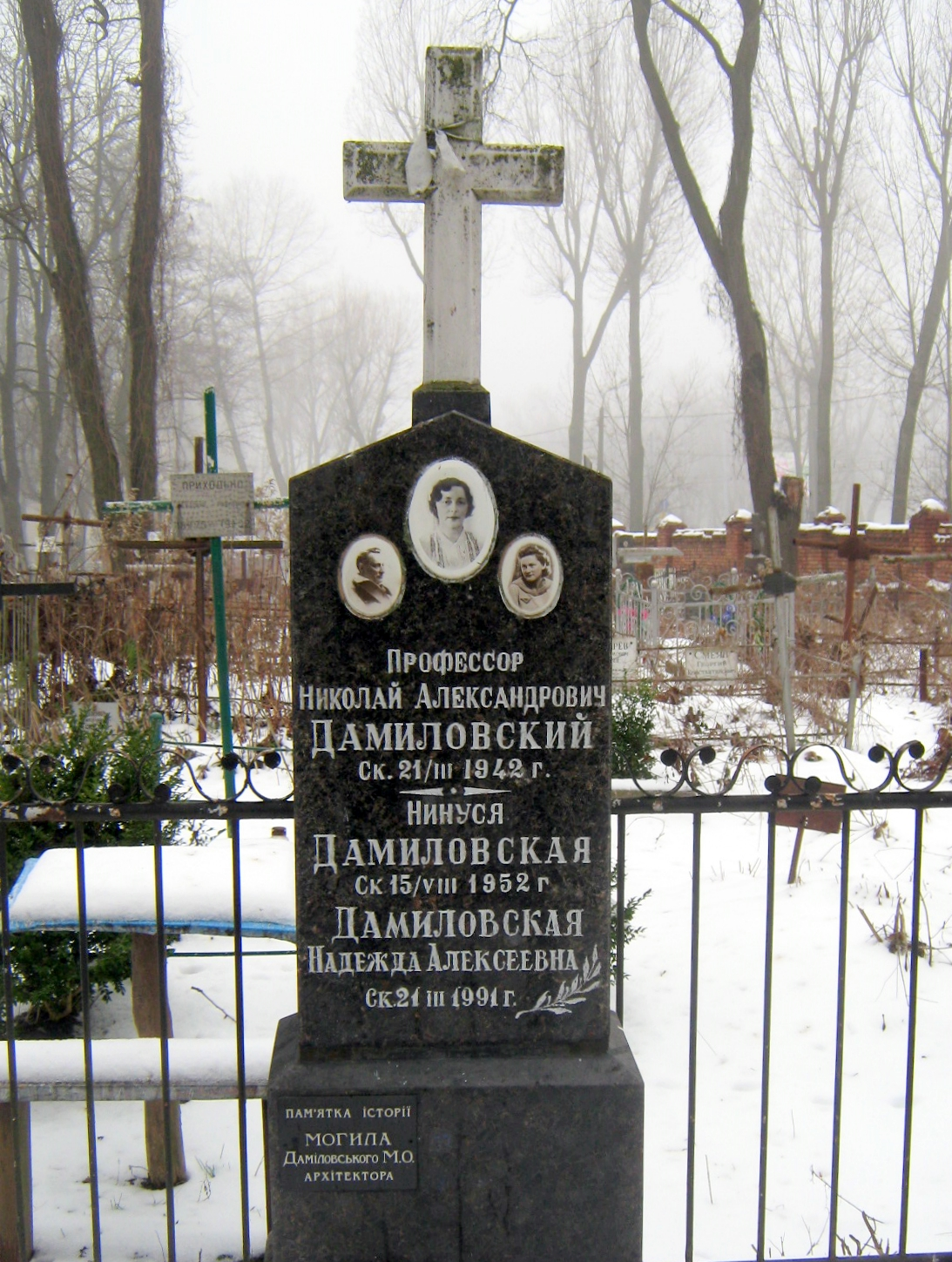
Могила
Н. А. Дамиловского.

Похоронен на Лукьяновском кладбище, участок № 8.

## Семья
Жена — Надежда Алексеевна Дамиловская (ум. 1991).

## Адрес
Улица Артёма, дом № 40, Киев, Украина.

## Постройки
- Доходный дом М. Михельсона на улице Пушкинской № 23 (1913 −1914);
- Доходный дом Киевского благотворительного общества в усадьбе Сулимовских заведений (1914—1915, ул. Круглоуниверситетская, 7).

## Публикации
- «Архитектура и строительные материалы» // Социалистический Киев. — 1936. — № 6. — С. 26.